# Hyposmocoma pseudolita
Hyposmocoma pseudolita — вид моли эндемичного гавайского рода Hyposmocoma.

## Распространение
Встречается на острове Оаху, а также, видимо, на островах Молокаи и Гавайи. Типичное местообитание — горы Ваианаэ.